# Freudenbach (Steinach)
Der Freudenbach ist ein gut 5 km langer linker Zufluss der Steinach zwischen dem Pfarrdorf Equarhofen der Gemeinde Simmershofen im bayerischen Landkreis Neustadt an der Aisch-Bad Windsheim und dem Dorf Frauental der Kleinstadt Creglingen im baden-württembergischen Main-Tauber-Kreis.

## Geographie

### Verlauf
Der Freudenbach entspringt südöstlich des gleichnamigen Ortes Freudenbach einem Teich am Waldrand. Er fließt auf den Ort zu, kehrt sich wenig vor ihm etwa kurz nach der Mündung des linken Zuflusses Lachengraben auf hinfort ungefähr nördlichen Lauf, durchquert es und zieht dann durch die Talmäander eines kleinen Muschelkalktales. Zwischen den beiden genannten Orten mündet er auf zuletzt bayerischem Grund von links in die Steinach.
Der Steinbach ist 5,2 km lang, von denen, nachdem die Landesgrenze schon vorher teils bis ans rechte Ufer gereicht hat, nur die letzten etwa hundert Meter in Bayern liegen.

### Einzugsgebiet
Vom 8,2 km² großen Einzugsgebiet, das in naturräumlicher Betrachtung zum Unterraum Freudenbacher Platte des Tauberlandes gehört, liegen über fünf Sechstel im Stadtgebiet von Creglingen, der geringe Anteil in Bayern gehört etwa hälftig zur Gemeinde Adelshofen im Landkreis Ansbach am Südostrand und zur Gemeinde Simmershofen überwiegend rechts des Unterlaufs.

### Zuflüsse
- Lachengraben (links), 0,9 km